# 대창태
대창태(大昌台, ?~?)는 발해의 장군이다.

## 생애
대씨 성을 사용하기에 발해의 왕족으로도 추정되며, 발해의 위군대장군좌웅위도장상주국개국자(慰軍大將軍左熊衛都將上柱國開國子)로서 798년에 발해 강왕의 명에 따라 역대 14번째로 일본에 사신으로 파견되었다.

## 참고 자료
- 《일본후기》